# Schron przed Sową II
Schron przed Sową II – jaskinia, a właściwie schronisko, w Dolinie Kościeliskiej w Tatrach Zachodnich. Wejście do niej znajduje się w skałkach na północ od Sowy, w pobliżu Schronu przed Sową I, na wysokości 1032 metrów n.p.m. Jaskinia jest pozioma, a jej długość wynosi 5 metrów.

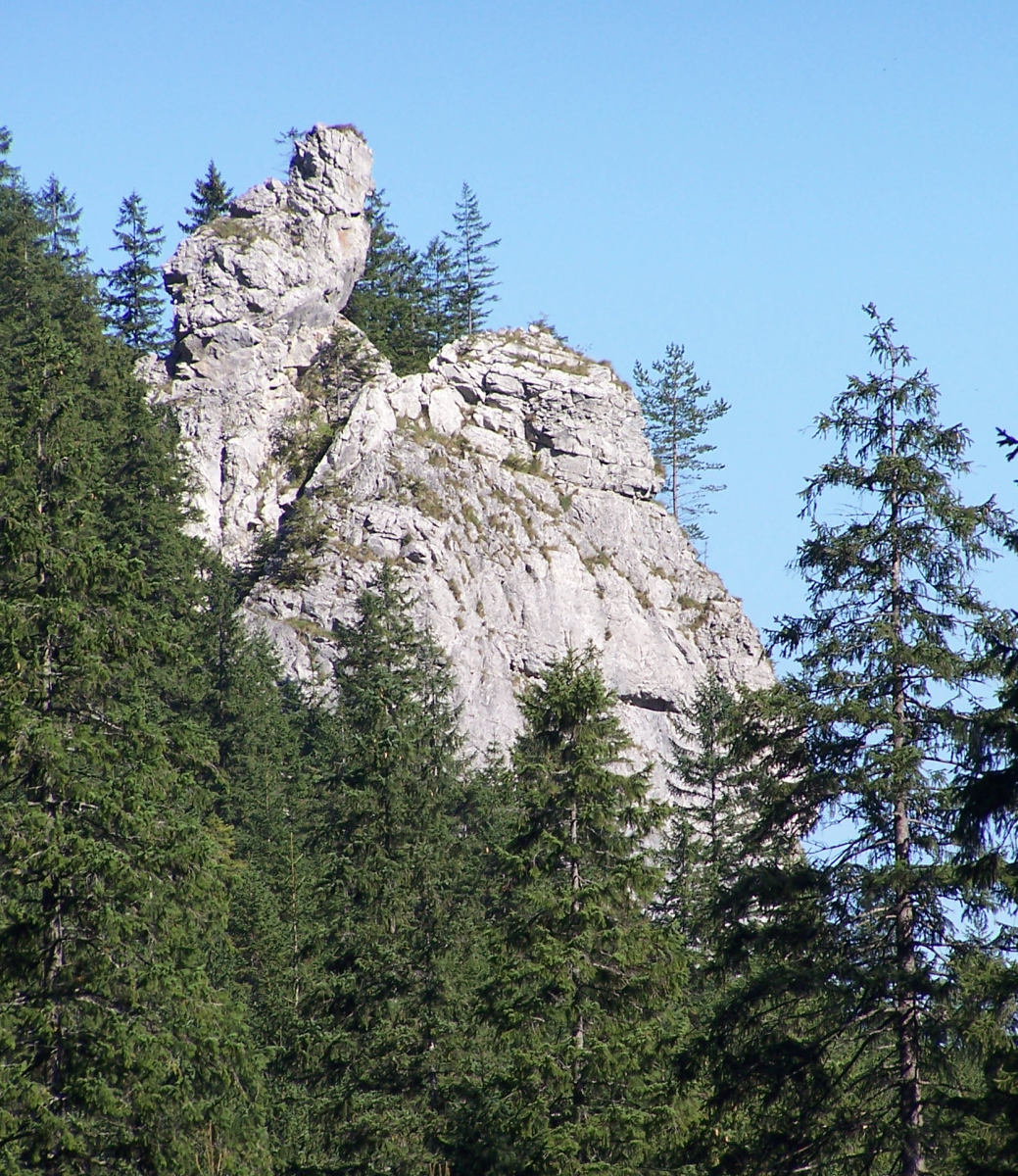
Skała Sowa w Dolinie Kościeliskiej

## Opis jaskini
Jaskinię tworzy zwężający się, poziomy korytarzyk zaczynający się w wysokim otworze wejściowym, a kończący bardzo wąską szczeliną (nie do przejścia) łączącą się z powierzchnią.

## Przyroda
W jaskini nie występują nacieki. Na ścianach rosną mchy, porosty i rośliny kwiatowe.

## Historia odkryć
Brak jest danych o odkrywcach jaskini. Jej pierwszy plan i opis sporządziły E. Głowacka i I. Luty przy pomocy B. Nowickiej i K. Pohoskiego w 1978 roku.